# Acantopsis
 Acantopsis és un gènere de peixos actinopterigis de la família dels cobítids.

## Taxonomia
- Acantopsis arenae (Lin, 1934)[2]
- Acantopsis choirorhynchos (Bleeker, 1854)[3]
- Acantopsis dialuzona (Van Hasselt, 1823)[4]
- Acantopsis multistigmatus (Vishwanath & Laisram, 2005)[5]
- Acantopsis octoactinotos (Siebert, 1991)[6]
- Acantopsis thiemmedhi (Sontirat, 1999)[7][8][9][10][11][12][13][14]